# نيك جيتس
نيك جيتس (بالإنجليزية: Nick Gates)‏ ولد بتاريخ 10 مارس 1972 في سيدني، هو دراج أسترالي في صنف سباق الدراجات على الطريق.

## روابط خارجية
- نيك جيتس على موقع الاتحاد الدولي للدراجات (الإنجليزية)
- نيك جيتس على موقع أرشيف الدراجات (الإنجليزية)
- نيك جيتس على موقع إحصائيات الدراجات الإحترافية (الإنجليزية)
- نيك جيتس على موقع نسبة الدراجات (الإنجليزية)